# Benjamin Fadi
Benjamin Fadi, född 16 mars 1995, är en ghanansk fotbollsspelare (anfallare) som spelar för FC Arlanda. Han har även spelat för Ghanas U20-landslag.

## Karriär
Fadi skrev på sitt första kontrakt med Malmö FF den 16 mars 2013, eftersom man måste vara myndig för att få skriva på ett eget kontrakt. Kontraktet skrevs på fyra år och han fick tröjnummer 19. Den 21 februari 2014 blev det klart att Fadi lånades ut till Superettan-klubben IFK Värnamo under vårsäsongen. Han lånades säsongen 2015 ut till Mjällby AIF.
I mars 2016 skrev Fadi på för FK Karlskrona. Inför säsongen 2018 gick han till Nosaby IF. Inför säsongen 2019 återvände Fadi till FK Karlskrona. I juni 2020 gick han till Assyriska FF. Efter säsongen 2020 lämnade Fadi klubben. Säsongen 2021 gick han till division 2-klubben FC Arlanda.